# 北肯辛頓
北肯辛頓（North Kensington）是倫敦西部的一個地區。 北肯辛頓是諾丁山最主要的地區之一，也曾是一個暴力的地區，在1958年發生過騷亂。北肯辛頓曾是貧民區，但現在已變身成為一個高級住宅區。

## 外部連結
- Notting Hill Nonsense, a website about life in North Kensington, the true heart of Notting Hill.
- Golborne Life（页面存档备份，存于）, the community website for the Golborne Road area of North Kensington.